# Delaware 87ers 2014-2015
La stagione 2014-15 dei Delaware 87ers fu la 6ª nella NBA D-League per la franchigia.
I Delaware 87ers arrivarono quarti nella Atlantic Division con un record di 20-30, non qualificandosi per i play-off.

## Roster
| N° | Naz.                         | Ruolo | Sportivo                | Anno | Alt. | Peso |
| -- | ---------------------------- | ----- | ----------------------- | ---- | ---- | ---- |
| 4  | Stati Uniti (bandiera)       | G     | Jordan McRae            | 1991 | 198  | 84   |
| 4  | Stati Uniti (bandiera)       | G     | Nolan Smith             | 1988 | 188  | 84   |
| 10 | Stati Uniti (bandiera)       | G     | Sean Kilpatrick         | 1990 | 193  | 95   |
| 12 | Rep. Dominicana (bandiera)   | A     | Ronald Roberts          | 1991 | 203  | 102  |
| 12 | Stati Uniti (bandiera)       | G     | Maalik Wayns            | 1991 | 185  | 88   |
| 14 | Stati Uniti (bandiera)       | G     | Malcolm Lee             | 1990 | 196  | 91   |
| 14 | Stati Uniti (bandiera)       | A     | Joel Wright             | 1990 | 201  | 102  |
| 15 | Stati Uniti (bandiera)       | A     | Rahlir Hollis-Jefferson | 1991 | 198  | 98   |
| 17 | Stati Uniti (bandiera)       | G     | Jared Cunningham        | 1991 | 193  | 88   |
| 17 | Antigua e Barbuda (bandiera) | AC    | Norvel Pelle            | 1993 | 208  | 94   |
| 17 | Stati Uniti (bandiera)       | A     | JaKarr Sampson          | 1993 | 206  | 94   |
| 18 | Stati Uniti (bandiera)       | G     | D.J. Seeley             | 1989 | 193  | 88   |
| 19 | Stati Uniti (bandiera)       | G     | Jay Bowie               | 1992 | 196  | 95   |
| 19 | Stati Uniti (bandiera)       | GA    | Gideon Gamble           | 1990 | 201  | 88   |
| 20 | Stati Uniti (bandiera)       | G     | LaQuentin Miles         | 1991 | 196  | 86   |
| 21 | Stati Uniti (bandiera)       | G     | Melvin Johnson          | 1990 | 198  | 76   |
| 21 | Stati Uniti (bandiera)       | G     | Chaz Williams           | 1991 | 175  | 79   |
| 22 | Stati Uniti (bandiera)       | G     | Jamal Jones             | 1993 | 203  | 88   |
| 23 | Stati Uniti (bandiera)       | A     | Victor Rudd             | 1991 | 206  | 107  |
| 24 | Finlandia (bandiera)         | A     | Joonas Cavén            | 1993 | 211  | 100  |
| 32 | Stati Uniti (bandiera)       | A     | Drew Gordon             | 1990 | 206  | 111  |
| 33 | Stati Uniti (bandiera)       | A     | Kenny Hall              | 1990 | 206  | 104  |
| 41 | Stati Uniti (bandiera)       | A     | Tiny Gallon             | 1989 | 206  | 93   |

## Staff tecnico
- Allenatore: Kevin Young
- Vice-allenatori: Doug Stewart, John Bryant
- Preparatore atletico: Christina Kennedy